# King, Queen, Knave
King, Queen, Knave is een Duits-Amerikaanse filmkomedie uit 1972 onder regie van Jerzy Skolimowski. Het scenario is gebaseerd op de roman Heer, vrouw, boer (1928) van de Russisch-Amerikaanse auteur Vladimir Nabokov.

## Verhaal
Als zijn ouders sterven, trekt Frank in bij zijn oom en tante. Hij wordt al gauw verliefd op zijn knappe tante Martha en begint te dromen over haar. Frank kan niet kiezen tussen de gevoelens voor zijn tante Martha en de genegenheid voor zijn aardige oom Charles.

## Rolverdeling
| Acteur               | Personage      |
| -------------------- | -------------- |
| David Niven          | Charles Dreyer |
| Gina Lollobrigida    | Martha Dreyer  |
| John Moulder-Brown   | Frank Dreyer   |
| Mario Adorf          | Prof. Ritter   |
| Carl Duering         | Enricht        |
| Barbara Valentin     | Opticien       |
| Sonia Hofmann        | Sonia          |
| Erica Beer           | Frieda         |
| Elma Karlowa         | Hanna          |
| Mogens von Gadow     | Piffke         |
| Felicitas Peters     | Ida            |
| Christopher Sandford | Hofmann        |
| Christine Schuberth  | Isolda         |